# Список заслужених майстрів спорту України (легка атлетика)
Цей список включає українських легкоатлетів, яким було присвоєно спортивне звання «Заслужений майстер спорту України», починаючи з 1993.

## Список
Прізвища легкоатлетів розподілені за роками присвоєння звання.

### 1993
- Бубка Сергій Назарович[1]

### 1996
- Бабакова Інга Альвідосівна[2]

### 2004
- Гешко Іван Тарасович[3]

### 2005
- Лебідь Сергій Петрович[4]

### 2007
- Олександр Кайдаш[5]

### 2009
- Касьянова (Мельниченко) Ганна Анатоліївна[6]

### 2020
- Магучіх Ярослава Олексіївна[7]

### ???
- Антонова Олена Анатоліївна
- Блонська Людмила Леонідівна
- Вірастюк Василь Ярославович
- Добринська Наталія Володимирівна
- Земляк Ольга Миколаївна
- Кравець Інеса Миколаївна
- Кримаренко Юрій Олександрович
- Кроль Наталія Олександрівна
- Оляновська Людмила Олександрівна
- Петлюк Тетяна Григорівна
- Пінтусевич-Блок Жанна Юріївна
- Саладуха Ольга Валеріївна
- Стуй Христина Петрівна
- Бризгіна Єлизавета Вікторівна
- Васюков Костянтин Вікторович
- Твердохліб Олег
- Повх Олеся Іванівна
- Рємєнь Марія Виталіївна
- Рурак Костянтин Михайлович
- Юрченко Денис Сергійович